# Бисноватый-Коган, Геннадий Семёнович
Геннадий Семёнович Бисноватый-Коган (род. 1941) — советский и российский астрофизик. Доктор физико-математических наук, профессор. Специалист в области плазменной астрофизики. Известен предсказанием двойных пульсаров.
Главный научный сотрудник, член Учёного совета Института космических исследований РАН и Учёного совета Учебно-научного института гравитации и космологии. Член Европейской академии наук с 2003 года.

## Научная биография
В 1958—1964 студент МФТИ, затем в 1964—1967 — аспирант МФТИ и ИПМ, научный руководитель — академик Яков Зельдович. В 1967—1974 годах — младший научный сотрудник в ИПМ. С 1974 по настоящее время — последовательно старший, ведущий, и главный научный сотрудник в ИКИ.
Кандидатская диссертация «Поздние стадии звёздной эволюции» — 1968, защищена в ИПМ. Докторская «Равновесие и устойчивость звёзд и звёздных систем» — 1977, защищена в ИКИ. Профессор астрофизики в ИКИ с 1991 года.
Автор более 350 научных статей и двух монографий. Член редакционного совета журналов «Астрофизика» (Армения), «Гравитация и космология» (Россия), «Transactions of Astronomy and Astrophysics» (Россия). Член научных советов ИКИ и ГАИШ и учёного совета Учебно-научного института гравитации и космологии.

## Основные научные результаты
Первый предел на массу горячих нейтронных звёзд (около 70 {\displaystyle M_{\odot }}). Идея магниторотационного механизма взрыва сверхновых, численные расчёты которого, проведённые его группой, показывают высокую эффективность превращения энергии вращения в энергию взрыва, достаточную для объяснения наблюдаемых сверхновых.
Развитие теории потери массы звёздами в процессе эволюции и метода для построения самосогласованных звёздных моделей с потерей массы. Численные модели звёзд в рамках этой теории.
Предсказание существования двойных радиопульсаров, прошедших через стадию двойных рентгеновских источников и разогнанных аккрецией — подкрученных пульсаров (recycled pulsar, 1974). Сейчас известно порядка 200 таких объектов, первый из которых, найденный в 1975 году, — пульсар Халса — Тэйлора.
Развитие теории аккреции на чёрные дыры и нейтронные звёзды, открытие формирования короны у аккреционного диска, конвективных неустойчивостей аккреционных дисков, возможности формирования сильных магнитных полей вблизи чёрных дыр; первый анализ моделей аккреционных дисков с адвекцией; самосогласованная модель аккреции на быстро вращающуюся нейтронную звезду.
Открытие неравновесного слоя в оболочке нейтронных звёзд, и модель гамма-всплесков, возникающих с нейтронных звёзд — которые наблюдаются у источников мягких повторяющихся гамма-всплесков внутри нашей Галактики. Первое вычисление нейтринного фона, формируемого сверхновыми, и обсуждение возможности его детектирования (1982), которое возможно на следующем поколении детекторов нейтрино. Теория распространения сильных дву- и трёхмерных ударных волн в межзвёздной среде была разработана в приближении тонкого слоя (обзор результатов опубликован в 1994). Формирование космологических «блинов» Зельдовича в крупномасштабной структуре тёмной материи во Вселенной и сверхдлинной волновой фон гравитационного излучения были изучены в серии работ 2004—2006.

## Награды
- 1999 год — Премия Н. П. Барaбашова Национальной академии наук Украины за серию работ «Развитие методов многомерной гидродинамики и их применение к актуальным проблемам современной астрофизики».[6]
- 2000 год — Премия МАИК «Наука/Интерпериодика» за лучшую публикацию в издаваемых ею журналах.[6]
- 2009 год — Премия МАИК «Наука/Интерпериодика» за лучшую публикацию в журналах РАН за 2008 год в разделе «Физика и математика» за статью «Различные магниторотационные сверхновые» (соавтор)[7].

## Основные работы
- «Физические вопросы теории звездной эволюции». М.: Наука, 1989.[8]
- «Физика звёзд» в 2-х томах (монография на англ. яз.). Springer/PRAXIS. Лондон, Берлин, Гейдельберг, Нью-Йорк, Париж, Токио. 2001.
- «Релятивистская астрофизика и физическая космология». М.: КРАСАНД, 2010.